# تپه آشیان
تپه آشیان مربوط به دوره ساسانیان است و در شهرستان خمین، بخش کمره، دهستان چهارچشمه، روستای آشمسیان واقع شده و این اثر در تاریخ ۲۰ اسفند ۱۳۸۵ با شمارهٔ ثبت ۱۸۰۴۹ به‌عنوان یکی از آثار ملی ایران به ثبت رسیده است.